# 洪安雅族祖靈樹
23°57′06″N 120°59′01″E / 23.951604°N 120.983606°E
洪安雅族祖靈樹，是位於臺灣南投縣埔里鎮枇杷里德正宮旁的茄苳樹，被洪安雅族視為祖靈的象徵。

## 祭祀
道光年間，洪安雅族入墾埔里，先在五港泉建立開基聚落。五港泉昔日有一棵湧泉環繞的茄苳樹，被族人視為祖靈信仰象徵，在此舉辦每年二次的祭祖。
之後洪安雅族往埔里的枇杷城、水頭、生蕃空、十一分、文頭股、中心仔、舂米宮、牛洞、白葉坑等發展。隨著時代變遷，原先他們的歲時祭儀受漢文化影響漸式微，樹周邊的湧泉被填土來建屋。
2002年報導時，位在枇杷里慈恩社區德正宮的此樹，被推測樹齡在四百五十年以上。該年12月13日，埔里鎮長馬文君等人，在樹下立敘述洪安雅族遷移的紀念碑。12月18日（農曆十一月十五日）在馬鎮長等見證下，洪安雅族在此復辦了近百年未見的祭祖儀式，由枇杷里長龔泰利擔任主祭，將鰻形麻糬放在芭蕉葉上，在樹前祈請祖靈饗用，以求庇佑此片大地。
2003年12月10日早，鎮長馬文君、枇杷里長龔泰利、宏仁國中學生來此為樹慶生。2013年9月29日，枇杷社區發展協會理事長鄭木廷等人，邀請早期十四個聚落代表在這祭祖。